# Osberht

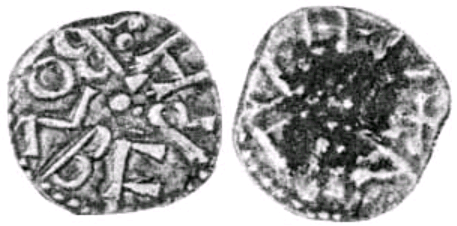
Osberht ließ diesen styca vom Münzmeister Monne in York Münzen prägen

Osberht (auch Osbriht, Osbryht, Osbyrht, Osbeorht, Osbert; † 21. März 867) war von 848/849 bis 862/863 und nochmals kurzfristig 867 König des angelsächsischen Königreiches Northumbria. Alternativ wird seine Regierungszeit auf 862 bis 867 datiert.

## Leben
Die Quellenlage zu Osberht ist sehr knapp und widersprüchlich. Über seine Abstammung ist nichts bekannt, doch ist es möglich, dass er ein Verwandter von Rædwulf (844 oder 858) und Ælle (862/863–867) war, die ebenfalls Könige Northumbrias waren. Obwohl die meisten Quellen Ælle als unrechtmäßigen Herrscher führen, weist die Historia de sancto Cuthberto ihn als Osberhts Bruder aus.
Eine exakte Datierung seiner Krönung ist ebenso problematisch wie die Bestimmung seiner Regierungszeit. Symeon von Durham, ein Chronist des 12. Jahrhunderts, überlieferte in Übereinstimmung mit anderen Dokumenten seiner Zeit, eine Regierungszeit von 849 bis 862. Nach Roger von Wendover, einem Chronisten des 13. Jahrhunderts, bestieg er 848 den Thron und wurde 866 abgesetzt. Münzen Osberhts, die stilistisch denen des Erzbischofs Wulfhere von York (854–900) entsprechen, weisen auf eine deutlich spätere und kürzere Regierungszeit von etwa 862 bis 867 hin. Fest steht, dass er nach der Ermordung Æthelreds II. den Thron bestieg.
Geffrei Gaimar erwähnt in seiner legendenhaft ausgeschmückten Estorie des Engles (um 1140 verfasst), dass Osberht die Frau des Buern vergewaltigt habe und dieser aus Rache seine Absetzung betrieb und die Wikinger ins Land rief, um Osberht zu töten. Chronisten geben 862/863 als Jahr seiner Absetzung an, während Münzfunde stark darauf hinweisen, dass er bis 866 im Amt blieb. Einig sind sich alle Quellen darüber, dass der „rechtmäßige König“ Osberht abgesetzt und Ælle, ein „Tyrann, der keinen Thronanspruch geltend machen konnte“, als Nachfolger bestimmt wurde. Während des darauf entbrennenden Bürgerkrieges machte sich Osberht des Sakrilegs schuldig, die Kirche um Ländereien bei Wercewurde (Warkworth) und Tillemuthe (Tillmouth) im nördlichen Bernicia zu berauben. Ælle beschlagnahmte im südlichen Deira Kirchengüter bei Billingham, Ileclif (Cliffe), Wigeclif (Wycliffe) und Crece (Crayke) um sein Heer zu finanzieren.
Angesichts der Gefahr durch das „Große Heidnische Heer“ (Wikinger) unter Ubba Ragnarsson und Ivar Ragnarsson, das von East Anglia kommend auf York marschierten, versöhnten sich Osberht und Ælle. Sie vereinten ihre Heere und verfolgten die Wikinger, die York am 1. November 866 eroberten und sich verschanzten. Als die Northumbrier am 21. März 867 eine Bresche in die Befestigungen schlugen und die Stadt stürmten, unternahmen die Wikinger einen erfolgreichen Ausbruch. Osberht, Ælle und ein großer Teil des northumbrischen Heeres wurde niedergemetzelt; die Überlebenden schlossen Frieden.
Die Wikinger setzten Ecgberht I. (867–872) als Marionettenkönig ein und wandten sich im folgenden Sommer Mercia zu. Mitte der 870er Jahre wurde Northumbria geteilt. Das nördliche Bernicia blieb unter der Herrschaft angelsächsischer Vasallenkönige, während das südliche Deira zum dänischen Königreich Jórvík und damit Teil des Danelag wurde.